# محمد نافع المصرف
نافع المصرف هو الشيخ القاضي محمد نافع بن علي صائب بن إسماعيل بن إبراهيم بن إسماعيل بن الشيخ والي أفندي الطائي.

## الولادة
ولد في بغداد سنة 1299هـ/1881م، وبها نشأ.

## دراسته
تعلم محمد نافع المصرف القرآن والقراءة والكتابة في الكتاتيب وهو صغير، وتلقى دروسا خاصة على الشيخ عبد اللطيف بن الملا جواد مدرس مدرسة الصنائع. ثم درس على يد الشيخ يحيى الوتري مدرس المدرسة الاحمدية في سوق القماش ببغداد، وبعدها درس على الشيخ قاسم البياتي في جامع الفضل، كما لازم العلامة الشيخ علي خوجة أمين الفتوى في بغداد، ودرس على الشيخ محسن الطائي، والشيخ محمود شكري الآلوسي.

## أهم أعماله
- عينه الشيخ عبد الوهاب النائب كاتب ضبط في المحكمة الشرعية ببغداد سنة 1897م، وكان عبد الوهاب النائب هو القاضي الشرعي.
- في سنة 1905م، عين قاضياً في ناحية جصان ثم رقي إلى وظيفة الكاتب الأول في المحكمة الشرعية.
- عين رئيس كتاب المحكمة الشرعية في لواء الديوانية والمسمى محافظة القادسية حالياً.
- عين نائباً لقاضي بغداد سنة 1928م.

- في سنة 1928م، سعى في تجديد جامع المصرف وترميمه والأشراف عليه.
- في سنة 1933م عين قاضياً لبغداد ثم عين رئيس كتاب مجلس التمييز الشرعي في بغداد. ثم اعيد إلى منصب القضاء ببغداد، وبعدها أحيل على التقاعد.[3]

كان الشيخ محمد نافع قاضياً عادلاً نزيهاً قوياً بالحق، لا يخاف لومة لائم.

## من أولاده
تزوج وكان له من الأولاد: سعد الدين، وعلي صائب، وعبد المنعم، ووفية.

## وفاته
توفي في بغداد سنة 1355هـ/16 تموز 1936م، وشيع بموكب مهيب مشى فيه العلماء والقضاة ودفن في مقبرة الخيزران في الأعظمية.